# 葉佳
葉佳（Ye Jia，1981年12月1日—），生於中國上海，香港足球運動員，司職前鋒，目前效力於香港丙組聯賽球隊和富社企，並擔任和富大埔助理教練及女子隊主教練。

## 球員生涯
葉佳生於中國上海，於1998年在上海申花青年軍開始足球生涯。
2006年，葉佳以國援身份加盟甲組球會流浪，一季後轉會地區球會和富大埔。憑著香港少見的魁梧體格及腳力，葉佳很快便成為大埔球迷的寵兒和不可或缺的主力。
2008/09年度球季初，葉佳除了首仗停賽外，其餘兩場比賽皆正選登場，以中鋒身份為球隊貢獻一個入球及兩個助攻。而他在更季尾的足總盃準決賽取得奠定勝局的入球，協助大埔擊敗傑志晉身足總盃決賽，最終為球會贏得升上甲組首項錦標。
2009/10年度球季，葉佳除了在主場迎戰公民的賽事中替大埔取得該賽季的首個入球外，更在首6場取得7個入球（包括在一場銀牌賽事中取得一球而在9－1大勝屯門普高的聯賽中更連入四球），而移任右中場後他亦成功取代已離隊的香港足球先生李威廉。兩年後，葉佳獲得本地球員身份，更在2011年首度入選香港代表隊。
2012/13年度球季，葉佳隨護級失敗的大埔降落乙組作賽。2014/15球季，他隨和富大埔升上港超聯，可惜球會僅升班一季又再度宣佈護級失敗。
2016/17球季，葉佳再隨和富大埔重返港超聯，並在季尾為球會奪得當屆的菁英盃冠軍。球季完結後，葉佳轉任球會職員並以女子隊教練繼續貢獻和富大埔。

## 國際賽事紀錄
- 僅列出國際A級比賽

| # | 時間           | 地點                             | 對手         | 比數 | 入球 | 賽事性質           |
| - | -------------- | -------------------------------- | ------------ | ---- | ---- | ------------------ |
| 1 | 2010年10月4日  | 浦那，斯里希賈特拉體育場         | 印度         | 1–0  | 0    | 國際友誼賽         |
| 2 | 2010年11月17日 | 香港，香港大球場                 | 巴拉圭       | 0–7  | 0    | 國際友誼賽         |
| 3 | 2011年2月9日   | 吉隆坡，莎阿南球場               | 马来西亚     | 0–2  | 0    | 國際友誼賽         |
| 4 | 2011年6月3日   | 香港，小西灣運動場               | 马来西亚     | 1–1  | 0    | 國際友誼賽         |
| 5 | 2011年7月23日  | 達曼，穆罕默德賓法赫德王子體育場 | 沙烏地阿拉伯 | 0–3  | 0    | 2014年世界盃外圍賽 |
| 6 | 2011年7月28日  | 香港，小西灣運動場               | 沙烏地阿拉伯 | 0–5  | 0    | 2014年世界盃外圍賽 |

## 榮譽
和富大埔
- 香港足總盃冠軍（2008–09季度）
- 香港高級組銀牌冠軍（2012–13季度）
- 香港菁英盃冠軍（2016–17季度）

## 外部連結
- 香港足球總會網頁球員註冊資料 （页面存档备份，存于）